# Magnetométer
Magnetométer a geofizikai vizsgálatok és az űrkutatás egyik, a mágneses tér mérésére alkalmas alapműszere. Bár a mágneses tér érzékelésére számtalan módszer létezik, ezek többsége nem ad értékelhető eredményt. Amikor magnetométerekről beszélünk, akkor ez alatt a nagy érzékenységű módszereket értjük.
Az okostelefonokba is építenek magnetométert digitális iránytű gyanánt, de az általuk szolgáltatott adat csak tájékoztató jellegű, kombinálva az aGPS és a térképadatokkal segítheti a felhasználót a tájékozódásban. A hall szenzorok már régóta használatban vannak, nagy mennyiségben gyártják az ipar számára, állandómágnesek, elektromágnesek detektálására, illetve az analóg változatukat egyenáramú áramtranszformátorok számára. Magnetométerként történő alkalmazásukat alacsony érzékenységük nem teszi lehetővé. Tipikus érzékenységük mT nagyságrendű. Összehasonlításképpen a Föld mágneses tere Budapesten 48 800 nT, mely évente mintegy 50 nT-t változik, ráadásul ezt a mező erővonalai erősen lefelé mutatnak, mivel a vízszintes összetevője 21 250 nT, míg a függőleges összetevője 43 950 nT. A korszerű MEMS technológiával készített magnetorezisztív érzékelők érzékenysége már elegendő a Föld mágneses terének durva méréséhez, így ezekből könnyen lehet olcsó elektronikus iránytűket gyártani. A telefonok gyártásánál pedig az a fő szempont, hogy olcsó alkatrészekből épüljenek fel. Így egyhamar nem várható, hogy ezek váltsák le a fegyverekben, navigációs rendszerekben, műholdakon és műszerekben használt precíziós elektronikus iránytűket.
Az elektronika elterjedése előtt használatosak voltak még az analóg elektromos műszerekhez hasonló felépítésű elektrodinamikus magnetométerek is, ahol egy kellően kis méretű, áramjárta vezető keretet használtak, mely minden irányban könnyen el tud fordulni. A mágneses mező a magnetométerre forgatónyomatékot (M) gyakorol, amely ennek hatására beáll egy egyensúlyi helyzetbe. A forgatónyomaték akkor maximális, amikor a magnetométer síkja erre az egyensúlyi helyzetre merőleges. A maximális nyomaték nagysága függ a mágneses tér erősségétől.
Az űrkutatásban a magnetométereket az égitestek által létrehozott, illetve a köztük levő világűrben fellelhető mágneses terek mérésére használják.
A magnetométereknek két csoportja van:
- Skalár magnetométerek. Ezek az erővonalak irányától függetlenül a teljes mágneses indukciót mérik. Tipikus alkalmazásuk egy adott terület geofizikai feltérképezése, illetve a Föld mágnesességének egy adott helyen történő megfigyelése.
- Vektor magnetométerek. Ezeket a műszereket elsősorban a navigációs rendszerek részeként használják, de használatos még kutató fúrások tájolásánál, illetve ferdítésük mérésénél is. Lehetőség van a teljes mágneses indukció meghatározására is, amennyiben a szenzorokat XYZ koordináta-rendszer tengelyei szerint elrendezve végzett mérés eredményéből ezt a vektoralgebra segítségével kiszámoljuk.

Egy adott terület mágneses felmérése során legalább két műszert kell használni. Mivel a feltérképezés hosszú időt vesz igénybe, ami alatt a Föld mágneses tere folyamatosan változik, ezért az egyik magnetométer a mérés során állandó helyen van. Így ez a műszer a Föld mágneses terének változásait regisztrálja. Ennek a műszernek a neve a Base-Mag. A másik, vagy a többi műszerrel elvégzik a terület szkennelését. Ezeknek a műszereknek a mérési eredményei magukba foglalják a mérés helyének anomáliáit és a Föld mágneses terének változását is. A műszereket a mérés kezdetekor összeszinkronizálják, hogy egyidőben vegyenek mintát. Az adott terület anomáliáit az összetartozó minták különbségei mutatják meg.

## Proton-precessziós magnetométer

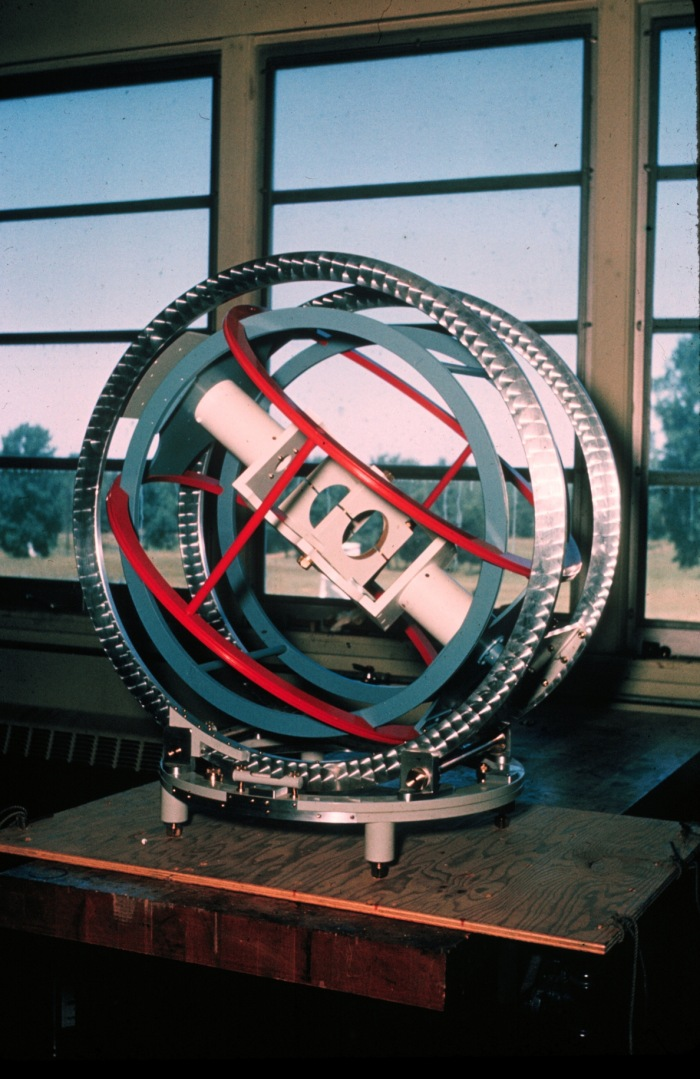
Proton magnetométer 1967-ből

A proton-precessziós magnetométer, vagy rövidebben proton magnetométer kifejezetten a Föld mágneses terének vizsgálatára szolgál. Tipikus alkalmazásuk a ferromágneses anyagok kimutatása a felszín alatt, vagy a tenger mélyén. Kimutathatók vele a befagyott mágneses terek is. Ez alatt azt kell érteni, hogy a vulkáni tevékenység során megszilárdult lávában konzerválódott az akkori mágneses tér. A mágneses tér helyi anomáliáit természetes esetben sokszor ásványok indikátorai, míg mesterséges esetben ember alkotta tárgyak okozzák. Így a proton magnetométerek gyakran használt műszerek az érckutatásban, illetve a régészeti feltárások során.
Működési elve, hogy egy protonban (hidrogénion) gazdag folyadékot elektromágnessel gerjesztenek, azaz úgymond polarizálnak. Ekkor a protonok a gerjesztő mágneses tér irányába állnak be. A gerjesztést megszüntetve a protonok visszaállnak a külső mágneses tér irányába. Azonban ezt a beállást úgy kell elképzelni, mint egy ingát, azaz egy lecsengő oszcilláció veszi kezdetét. Ez az oszcilláció egy vevőtekercs segítségével mérhető. Az oszcilláció frekvenciája arányos a mágneses tér erősségével. Tipikus értékek 900 Hz az egyenlítő, és 4,2 kHz a Föld mágneses pólusai környékén. A mérőfolyadék általában petróleum (kerozin), vagy dekán. A proton magnetométer skalár magnetométer, mindig az érzékelőn keresztülhaladó fluxussűrűség összességét méri, iránytól függetlenül.
Mivel az érzékelőt a mérés idejére mozdulatlanul kell tartani, és egy mérés 4~10 másodpercig is eltarthat, így egy nagyobb terület feltérképezése határozottan időigényes feladat.

## SQUID magnetométer

A SQUID érzékelő vázlata. Az áram a két ágban kétfelé oszlik, -ra és -re. A két szupravezető darab Josephson átmenettel van egymástól elválasztva. A mágneses fluxust szimbolizálja.

A SQUID szenzor egy szupravezető alapú a kvantum interferencia elvét hasznosító eszköz. Egy rendkívül érzékeny mágneses szenzor, mely széles dinamikatartományban működik. Érzékenysége elérheti az 5×10−18 T-t is.

Balra: A SQUID szenzor gerjesztőárama és kimenő feszültsége közti kapcsolat. A felső görbe a mágneses tér állapotát, míg az alsó görbe a állapotát mutatja. Jobbra: A SQUID szenzor kimeneti feszültségének periódikus változása a fluxus függvényében. Egy periódus a quantum fluxus,.

Felépítését tekintve egy szupravezetőből készült gyűrű, mely Josephson-átmenettel van megszakítva. A Josephson-átmenet egy vékony szigetelőréteg a két szupravezető között, melyen alagúteffektussal jutnak át a töltéshordozok. Nióbium szupravezető alkalmazása esetén az átmenet tipikusan Al2O3-ból készül és a vastagsága ~10 Å.
A SQUID szenzoron konstans áramot átfolyatva, a kapcsain mérhető feszültség a belsejében mérhető mágneses fluxus függvénye. A fluxus és a kimeneti feszültség közti kapcsolat nem lineáris, hanem a fluxus növekedésével a feszültség periodikusan hol növekszik, hol pedig csökken. Ebből adódik az érzékenysége, mert kis fluxusváltozás nagy kimeneti jelváltozást idéz elő. Egyben ez hátrányt is jelent, ha nem változást, hanem abszolút érteket akarunk mérni, de erre is léteznek méréstechnikai fogások. A két azonos kimeneti feszültség közti fluxuskülönbséget nevezik kvantumfluxusnak.
Annak ellenére, hogy a szupravezetők komoly hűtést igényelnek, a SQUID magnetométerekből nem csak laboratóriumi, hanem terepi változat is létezik. A komoly hűtés azt jelenti, hogy a szenzorhoz használt nióbium 9,26 K hőmérséklet alatt válik szupravezetővé, azaz folyékony héliumos hűtésre van szükségük, sőt még az úgynevezett magashőmérsékletű szenzorokat is folyékony nitrogénnel kell hűteni.
A SQUID magnetométer irányérzékeny mágneses érzékelő

## Külső hivatkozások
- Földmágneses kutatómódszer (magyar nyelven). ELTE - Geofizikai és Űrtudományi Tanszék. (Hozzáférés: 2012. november 18.)
- SPACEFACTS. spacefacts.de. (Hozzáférés: 2012. november 18.)